# Giuseppe Verani
Giuseppe Verani (Torino, 1º gennaio 1772 – Torino, 8 giugno 1853) è stato un pittore italiano.

## Biografia
Figlio del pittore Agostino Verani servì nell'esercito sabaudo come sottotenente del reggimento Vercelli, combattendo contro i francesi in Valle d'Aosta (1796) e nei pressi di Vercelli nel 1800. Col crollo del regime sabaudo e il disfacimento dell'esercito decise di seguire in esilio il duca d'Aosta, che dal 1802 sarà re di Sardegna col nome di Vittorio Emanuele I.
Giuseppe, con la moglie Monica Borron e il figlioletto Agostino (futuro generale del Genio nel Regno di Sardegna), seguì il duca all'Elba e poi a Napoli, a Roma (dal 1802 al 1804) e poi ancora a Napoli fino al 1806, quando il re e la sua minuscola corte si ritirarono in Sardegna per tornare a Torino solo nel 1815. La vita della famiglia Verani, allora e in seguito, si svolse quasi integralmente al servizio della dinastia sabauda. Inizialmente data la miseria delle finanze regali, l'artista ebbe incarichi precari di ogni tipo da quelli di disegnatore topografo (è noto il suo rilievo di Ostia antica), a quello di scenografo per le rade feste o spettacoli di corte e perfino di progettista della decorazione d'interni. Un vivace racconto di queste difficili vicende, con importanti squarci di vita della corte sabauda in esilio, è contenuto nel diario della moglie, recentemente pubblicato da Rita Ladogana.
Accanto a questi incarichi saltuari Verani si dedicò integralmente alla pittura e al suo insegnamento. I suoi acquerelli degli antichi costumi sardi, spesso erroneamente attribuiti ad Agostino, suo padre, sono un importante documento etnografico, oggi conservato all'Università di Cagliari (Collezione sarda Luigi Piloni).
Nel 1815 ritornò a Torino col grado di capitano e l'incarico di insegnante di disegno delle principesse sabaude. Inizialmente furono sue allieve le gemelle: Maria Anna, futura imperatrice d'Austria, e Maria Teresa, futura duchessa di Lucca e poi di Parma. In seguito insegnò anche a Maria Cristina, futura regina di Napoli. Anche dopo molti anni le sue ex-allieve gli commissionarono vedute di paesaggi a loro cari e perciò quadri del Verani furono inviati a Vienna, Napoli, Parma e Modena. 
Dato che egli firmava i suoi quadri col solo cognome alcuni quadri sono stati attribuiti al padre, la cui attività si è apparentemente estesa dopo la data corretta della sua morte (sino al 1819, secondo il Benezit !).